# Fuori dal centro
Fuori dal centro è un CD degli AK47, pubblicato nel 1996 con l'etichetta Il manifesto.

## Il disco
Il disco è stato fondamentale per il rap italiano. Fu ideato per dichiarare il disappunto della popolazione verso qualsiasi autorità.
Fu stampato solo in formato CD.

## Tracce
1. L'inferno dei sogni – 1:51
2. In una notte di rivolta – 2:21
3. Spigoli di luce – 3:34
4. Dove l'inferno si sposa con la strada – 3:42
5. Fino in fondo – 3:29
6. Ya basta! – 1:55
7. Il vecchio – 4:26
8. Dipende – 4:00
9. Profondo crack – 4:16
10. Nella mischia – 5:31
11. Il tempo non passa mai – 5:52